# Allianz für Frieden und Freiheit
Die Allianz für Frieden und Freiheit (englisch Alliance For Peace And Freedom, APF) ist ein am 4. Februar 2015 gegründetes Bündnis europäischer rechtsextremer Parteien, das 2016 und 2018 als europäische politische Partei anerkannt war.
Parteivorsitzender ist Roberto Fiore, Führer der italienischen Forza Nuova. Ehrenvorsitzender ist Ioannis Lagos, der 2020 wegen Bildung einer kriminellen Vereinigung zu 13 Jahren Haft verurteilt wurde.

## Geschichte
Die wichtigsten Mitgliedsparteien waren bereits an der 2004 gegründeten Europäischen Nationalen Front beteiligt. Zum Zeitpunkt der Gründung im September 2014 waren vier Mitglieder des Europäischen Parlaments Mitglied der APF, drei der griechischen Partei Goldene Morgenröte (XA) und Udo Voigt von der Nationaldemokratischen Partei Deutschlands (NPD).

### Anerkennung als Europäische politische Partei
Die APF beantragte für das Jahr 2015 Parteienfinanzierung durch das Europäische Parlament. Diese wurden wegen formaler Fehler abgelehnt. Unter anderem war bei dem Antrag unklar, ob die APF als Juristische Person existiere und ob die Parlamentarier, die den Antrag unterstützt hatten, der APF angehörten.
Mit Wirkung vom 1. Januar 2016 wurde die APF vom Europäischen Parlament anerkannt und Parteienfinanzierung zugesprochen. Der Vorstand der deutschen NPD empfahl 2016 den eigenen Mitglieder, auf Grund des möglichen Verbots der NPD in die APF einzutreten.
Im Mai 2016 leitete das Europaparlament nach Beschwerden mehrere Abgeordneter eine Untersuchung ein, ob die APF die Anforderungen für die Parteienfinanzierung einer europäischen Partei erfüllt, insbesondere ob die APF die Grundsätze, auf denen die Europäische Union beruht, anerkennt; insbesondere Freiheit, Demokratie, Achtung der Menschenrechte und Grundfreiheiten sowie Rechtsstaatlichkeit. Schließlich wurde die Auszahlung der Finanzierung der EU im Jahre 2017 eingefroren.
2017 trat die Goldene Morgenröte aus der APF aus.

### Registrierung und Deregistrierung
Im Herbst 2017 verpasste die APF die Registrierung bei der neu eingerichteten Behörde für europäische politische Parteien und europäische politische Stiftungen. Der Antrag auf Finanzierung für das Jahr 2018 wurde entsprechend abgelehnt. Die APF reichte den Antrag auf Registrierung im September 2017 ein und wurde im Februar 2018 ins Parteienregister aufgenommen. Ende 2018 wurde die APF wieder aus dem Register entfernt. Hintergrund war eine Änderung der Registrierungsregeln, wonach Mitgliedsparteien (mit Parlamentariern) aus sieben EU-Mitgliedsstaaten einer europäischen Partei angehören mussten. Zuvor hatten auch einzelne Parlamentarier, die nicht der APF, sondern anderen europäischen Parteien angehörten, Unterschriften für die APF geleistet.
Im März 2018 trat Jean-Marie Le Pen der APF bei. Der ehemalige Vorsitzende der französischen Front National gehörte ebenfalls dem Europaparlament an.

### Neuntes Europaparlament
Bei der Europawahl 2019 konnte nur die slowakische Mitgliedspartei Kotlebovci – Ľudová strana Naše Slovensko (ĽSNS) zwei Mandate im Europaparlament gewinnen. Im September 2020 trat die griechische Partei Nationales Volksbewusstsein (Elasyn) des Europarlamentariers Ioannis Lagos (ehemals Goldene Morgenröte) der APF bei.
Ab August 2020 bemühte sich die APF um Wiederregistrierung als europäische politische Partei. Der Antrag wurde im November 2020 wegen unvollständiger Unterlagen, z. B. wurde nur von drei Mitgliedsparteien die Mitgliedschaft nachgewiesen, von der zuständigen Behörde abgelehnt. Im Dezember 2020 trat die Srpska desnica (Serbische Rechte) der APF bei.
Im Juli 2023 fand ein APF-Kongress in Belgrad statt, in dem Parteien und Personen aus Deutschland, Italien, Großbritannien, Frankreich, Griechenland, Spanien, Rumänien und Serbien vertreten waren. Bei der Europawahl 2024 konnte keine der beteiligten Parteien ein Mandat gewinnen. Im November 2024 trat die Nederlandse Volks-Unie (NVU) der APF bei.

## Parteinahe Stiftung Europa Terra Nostra
Mit dem im Juli 2015 gegründeten Verein Europa Terra Nostra e. V. (ETN) besteht eine europäische politische Stiftung, die der APF nahesteht. 2016 und 2017 erhielt die ENF insgesamt 192.831 Euro Finanzierung durch das Europäische Parlament. Wie die Partei verpasste auch die Stiftung im Herbst 2017 die Registrierung bei der Behörde für europäische politische Parteien und europäische politische Stiftungen; ihr Antrag auf Finanzierung für das Jahr 2018 wurde entsprechend abgelehnt. Am 24. April 2018 wurde die ETN bei der Behörde registriert. Im Herbst 2018 wurde sie wieder aus dem Register entfernt.
ETN hatte anfangs seinen Sitz in der Parteizentrale der Heimat im Berliner Bezirk Treptow-Köpenick. Zwischenzeitlich war der Hauptsitz in Brüssel, inzwischen ist der Sitz im schwedischen Älgarås gemeinsam mit der Organisation Det fria Sverige. Die Mitgliederzahl von ETN ist durch die Satzung auf höchstens 15 beschränkt. Aktueller Vorsitzender der ETN ist derzeit Dan Eriksson (Schweden, früher Svenskarnas parti), sein Stellvertreter ist Ivan Bilokapic (Kroatien), Schatzmeister und Generalsekretär ist Jens Pühse (Deutschland, die Heimat).
ETN trat auf der Frankfurter Buchmesse 2017 auf. Gegen die Veranstaltung der ETN gab es diverse Proteste, unter anderem forderte das PEN-Zentrum Deutschland die Absage der Veranstaltung.

## Mitglieder

### Parteien
Mitglieder im November 2019 laut Antrag auf Registrierung als europäische politische Partei im Spätsommer 2020.
| Land        | Partei/Mitglied                                  | Europa- abgeordnete | Nationale Abgeordnete | Regionale Abgeordnete | Mitglied seit |
| ----------- | ------------------------------------------------ | ------------------- | --------------------- | --------------------- | ------------- |
| Belgien     | Mouvement Nation (NATION)                        | –                   | –                     | –                     | Gründung      |
| Belgien     | Vlaanderen Identitair                            | –                   | –                     | –                     | 2020 a)       |
| Deutschland | Die Heimat                                       | –                   | –                     | –                     | Gründung      |
| Frankreich  | Civitas                                          | –                   | –                     | –                     | 2019          |
| Italien     | Forza Nuova (FN)                                 | –                   | –                     | –                     | Gründung      |
| Italien     | Partito degli ambientalisti e animalisti europei | –                   | –                     | –                     | 2019          |
| Irland      | Siol na hEireann – Irish patriots                | –                   | –                     | –                     | 2019          |
| Niederlande | Nederlandse Volks-Unie (NVU)                     | –                   | –                     | –                     | 2024          |
| Rumänien    | Noua Dreapta (ND)                                | –                   | –                     | –                     | 2018          |
| Slowakei    | Kotlebovci – Ľudová strana Naše Slovensko (ĽSNS) | –                   | –                     | –                     | 2017          |
| Slowenien   | Slovenska nacionalna stranka (SNS)               | –                   | –                     | –                     | 2019          |
| Spanien     | Democracia Nacional (DN)                         | –                   | –                     | –                     | Gründung      |
| Tschechien  | Dělnická strana sociální spravedlnosti (DSSS)    | –                   | –                     | –                     | 2017          |

### Assoziierte Parteien
| Land       | Partei/Mitglied     | Europa- abgeordnete | Nationale Abgeordnete | Mitglied seit |
| ---------- | ------------------- | ------------------- | --------------------- | ------------- |
| Frankreich | Comités Jeanne (CJ) | –                   | –                     | März 2018     |

### Individuelle Mitglieder
Die APF hatte am 23. August 2017 116 individuelle Mitglieder. Bekannte Mitglieder waren:
| Land                   | Mitglied (Partei)                                          | Mandat                             | Mitglied seit      |
| ---------------------- | ---------------------------------------------------------- | ---------------------------------- | ------------------ |
| Deutschland            | Udo Voigt (Die Heimat)                                     | Europaparlament (bis 2019)         | 3. Februar 2015    |
| Frankreich             | Jean-Marie Le Pen                                          | Europaparlament (bis 2019)         | 22. März 2018      |
| Frankreich             | Olivier Wyssa                                              | –                                  | Gründung           |
| Griechenland           | Christos Rigas (LEPEN)                                     | Regionalparlament Westgriechenland | 26. September 2017 |
| Griechenland           | Ioannis Lagos                                              | Europaparlament (seit 2019)        |                    |
| Italien                | Franco Cardiello (Forza Italia)                            | Senat (bis 2018)                   | 2016               |
| Italien                | Orlando Tripodi (Lega)                                     | Regionalparlament Lazio            | 20. März 2018      |
| Kroatien               | Željko Glasnović                                           | Nationales Parlament               | 10. April 2018     |
| Lettland               | Mihails Zemļinskis (SDPS)                                  | Nationales Parlament               | 15. September 2015 |
| Litauen                | Waleri Simulik                                             | Nationales Parlament               | 2. November 2015   |
| Polen                  | Jacek Wilk (Kukiz’15)                                      | Nationales Parlament               | 27. November 2015  |
| Schweden               | Stefan Jacobsson, Dan Eriksson (ehemals Svenskarnas parti) | –                                  | Mai 2015           |
| Slowakei               | Marian Kotleba (ĽSNS)                                      | Nationales Parlament               | 3. September 2015  |
| Vereinigtes Königreich | Nick Griffin (British Unity Party)                         | –                                  | Gründung           |
| Vereinigtes Königreich | Jim Dowson (UK Life League)                                | –                                  | Gründung           |

### Frühere Mitglieder

#### Parteien
| Land         | Partei                                        | Bemerkung                                     |
| ------------ | --------------------------------------------- | --------------------------------------------- |
| Belgien      | Vlaanderen Identitair (VLI)                   | Mitglied März 2016 bis Mitte 2017             |
| Dänemark     | Danskernes Parti                              | Gründungsmitglied, im Juni 2017 aufgelöst     |
| Frankreich   | La Dissidence Française                       | Mitglied seit 2019, 2020 aufgelöst            |
| Griechenland | Chrysi Avgi (XA)                              | Mitglied ab Gründung bis 2017                 |
| Griechenland | LEPEN                                         | Mitglied 2018/19                              |
| Griechenland | Ethnikí Laïkí Syneídisi (Elasyn)              | ab September 2020, aufgelöst 10. Februar 2023 |
| Rumänien     | Partidul România Unită (PRU)                  | Mitglied 2018/19                              |
| Schweden     | Svenskarnas parti                             | Gründungsmitglied, im Mai 2015 aufgelöst      |
| Spanien      | La Falange                                    | Mitglied seit 2019, aufgelöst 2024            |
| Tschechien   | Dělnická strana sociální spravedlnosti (DSSS) | Mitglied seit 2017, aufgelöst 2024            |

#### Individuelle Mitglieder
- Susanne Winter (ehemals FPÖ), Nationalratsabgeordnete, Mitglied 2016/2017
- Marguerite Lussaud (Front National), Regionalrat Pays de la Loire, Mitglied 2016/2017,[28] wechselte zur AEMN

## Vorstand
Vorstand seit 2021:
- Vorsitzender:  Roberto Fiore (FN)
- Stellvertretender Vorsitzender:  Nick Griffin
- Ehrenvorsitzender:  Ioannis Lagos
- Generalsekretär:  Yiannis Zografos
- Weitere Mitglieder:
  -  Tomáš Vandas (DSSS)
  -  Gonzalo Martin Garcia (DN)
  -  Udo Voigt (Heimat)
  -  Claus Cremer (Die Heimat)
  -  Tudor Ionescu (Noua Dreaptă)

| Vorstand bis 20. November 2015 | Vorstand 30. November 2015 bis 17. Dezember 2016 | Vorstand 17. Dezember 2016 bis 18. Mai 2018 | Vorstand 18. Mai 2018 bis 2021 |
| --- | --- | --- | --- |
| - Vorsitzender: Roberto Fiore (FN) - Stellvertretende Vorsitzende: - Nick Griffin - Artemis Matthaiopoulos (XA) - Generalsekretär: Stefan Jacobsson - Weitere Mitglieder: - Tomáš Vandas (DSSS) - Gonzalo Martin Garcia (DN) - Hervé Van Laethem (Nation) - Olivier Wyssa - Jens Pühse (Heimat) - Daniel Carlsen (DP) | - Vorsitzender: Roberto Fiore (FN) - Stellvertretender Vorsitzender: Artemis Matthaiopoulos (XA) - Generalsekretär: Jens Pühse (Heimat) - Weitere Mitglieder: - Stefan Jacobsson (SP) - Gonzalo Martin Garcia (DN) - Hervé Van Laethem (Nation) - Olivier Wyssa - Daniel Carlsen (DP) | - Vorsitzender: Roberto Fiore (FN) - Stellvertretender Vorsitzender: Nick Griffin - Generalsekretär: Stefan Jacobsson - Weitere Mitglieder: - Tomáš Vandas (DSSS) - Gonzalo Martin Garcia (DN) - Hervé Van Laethem (Nation) - Olivier Wyssa - Martin Beluský (ĽSNS) - Ingo Stawitz (NPD) | - Vorsitzender: Roberto Fiore (FN) - Stellvertretender Vorsitzender: Nick Griffin - Generalsekretär: Stefan Jacobsson - Schatzmeister: Hervé Van Laethem (Nation) - Weitere Mitglieder: - Tomáš Vandas (DSSS) - Gonzalo Martin Garcia (DN) - Olivier Wyssa - Martin Beluský (ĽSNS) - Florian Stein (Die Heimat) - Tudor Ionescu (Noua Dreaptă) |

## Kontakte
Die APF unterhält Kontakte zu konservativen Kreisen in Russland und unterstützt die Politik von Wladimir Putin, insbesondere auch im Ukrainekrieg. Sie unterhält freundschaftliche Beziehungen zur syrischen Regierungspartei Baath. Kontakte bestehen zum ehemaligen Vorsitzenden des französischen Front National Jean-Marie Le Pen.
Während der Mitgliedschaft der Chrysi Avgi bestanden Kontakte zur zypriotischen Ethniko Laiko Metopo (ELAM).
Partnerparteien
| Land               | Partei                                                                     |
| ------------------ | -------------------------------------------------------------------------- |
| Australien         | Australia First Party (AFP)                                                |
| Frankreich         | Parti nationaliste français (PNF)                                          |
| Russland           | Rodina                                                                     |
| Serbien            | Serbische Radikale Partei (SRS)                                            |
| Syrien             | Syrische Soziale Nationalistische Partei (SSNP)                            |
| Vereinigte Staaten | American Freedom Party (AFP)                                               |
| Rumänien           | Blocul Identităţii Naţionale în Europa (BINE), Allianz aus PRM, PRU und ND |

## Europaparlamentarier

### Achtes Europaparlament
- Udo Voigt (NPD)
- Georgios Epitideios, Lambros Foundoulis, Eleftherios Synadinos (XA, bis 2017)
- Jean-Marie Le Pen (ab 22. März 2018, Comités Jeanne)

### Neuntes Europaparlament
- Milan Uhrík (ĽSNS, bis Anfang 2021)
- Miroslav Radačovský (als Parteiloser gewählt auf Liste der ĽSNS, bis Anfang 2021)
- Ioannis Lagos (ab September 2020, Elasyn, gewählt für XA)[32]